# Ямський провулок (Київ)
'Ямськи́й прову́лок — зниклий провулок Києва, в місцевості Нова Забудова. Пролягав від Бульйонської вулиці до кінця забудови (річки Либідь).
Прилучалася Новосовська вулиця (нині — провулок Фізкультури).

## Історія
Провулок виник на початку ХХ століття під такою ж назвою. Втратив назву у 1920-х роках. На карті 1943 року позначений як Новоділова вулиця. З повоєнної доби знову втратив назву й існує досьогодні як безіменний проїзд, що сполучає провулок Фізкультури з вулицею Казимира Малевича.

## Зображення

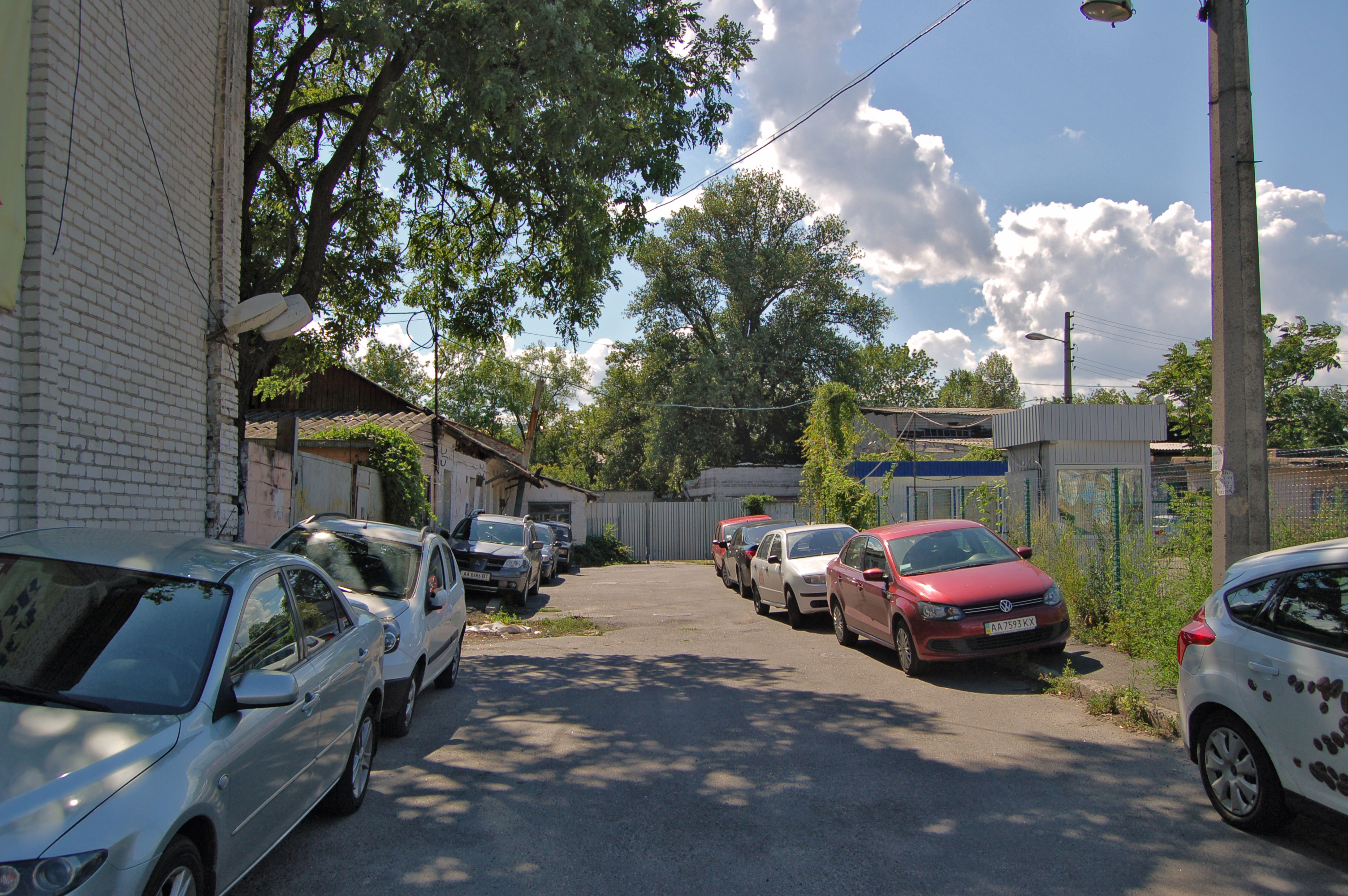
Вид на колишній провулок з боку вулиці Казимира Малевича